# Rüstü Erdogan
Rüstü Erdogan (* 3. August 2006) ist ein österreichischer Fußballspieler.

## Karriere
Erdogan begann seine Karriere beim FC Red Bull Salzburg. Bei Red Bull durchlief er ab der Saison 2020/21 auch sämtliche Altersstufen in der Akademie. Zur Saison 2024/25 rückte er in den Kader des zweitklassigen Farmteams FC Liefering. Verletzungsbedingt verpasste er aber die Herbstsaison, woraufhin er im Jänner 2025 auf Kooperationsbasis an den Regionalligisten SK Bischofshofen verliehen wurde. Im März 2025 debütierte er für Bischofshofen in der Regionalliga West.
Im April 2025 folgte dann Erdogans Debüt für Liefering in der 2. Liga, als er am 22. Spieltag jener Saison gegen den SV Horn in der 83. Minute für Marc Striednig eingewechselt wurde.